# Молочай гранчастий
Молочай гранчастий (Euphorbia angulata) — вид трав'янистих рослин з родини молочайні (Euphorbiaceae), поширений у Європі від Португалії до України й країн Балтії.

## Опис
Багаторічна рослина 15–20 см завдовжки. Рослина гола, з гостро-ребристими стеблами. Стеблові листки нечисленні, коротші від подовжених міжвузль, подовжено-еліптичні, 13–42 мм завдовжки і 5–16 мм завширшки, з ледь помітним коротеньким черешком, на краю, хоча б у верхній частині, дрібно-пильчасті, з обох сторін голі або іноді знизу волосисті.

## Поширення
Поширений у Європі від Португалії до України й країн Балтії.
В Україні вид зростає на узліссях і в розріджених лісах, на схилах — у західних, лісових і лісостепових районах. У Карпатах, тільки в Передкарпатті й рідко у Вулканічних Карпатах.